# Bart De Loof
Bart De Loof (20 oktober 1973) is een Belgische voormalige atleet, die gespecialiseerd was in de middellange afstand. Hij werd tweemaal Belgisch kampioen.

## Loopbaan
De Loof werd in 1994 en 1995 Belgisch indoorkampioen op de 800 m. 
Hij was van 1991 tot 1995 aangesloten bij Ajax AC en stapte eind 1995 over naar Olympic Essenbeek Halle.

## Belgische kampioenschappen
Indoor
| Onderdeel | Jaar       |
| --------- | ---------- |
| 800 m     | 1994, 1995 |

## Persoonlijke records
Outdoor
| Onderdeel | Prestatie | Datum       | Plaats  |
| --------- | --------- | ----------- | ------- |
| 800 m     | 1.47,60   | 6 juli 1996 | Hechtel |

Indoor
| Onderdeel | Prestatie | Datum           | Plaats |
| --------- | --------- | --------------- | ------ |
| 800 m     | 1.49,12   | 6 februari 1994 | Gent   |

## Palmares

### 800 m
- 1991:  BK indoor AC - 1.54,73
- 1993:  BK indoor AC - 1.51,48
- 1994:  BK indoor AC - 1.49,12
- 1995:  BK indoor AC - 1.51,00
- 1996:  BK AC - 1.50,15